# X 72500
,,
Les X 72500 sont des éléments automoteurs thermiques, également appelés « X TER » et surnommés « aspirateurs ». Ils assurent des services TER et Intercités, le plus souvent sur des lignes non électrifiées. Ils succèdent aux rames à grand parcours (RGP) 1.

## Histoire

### Naissance et déploiement

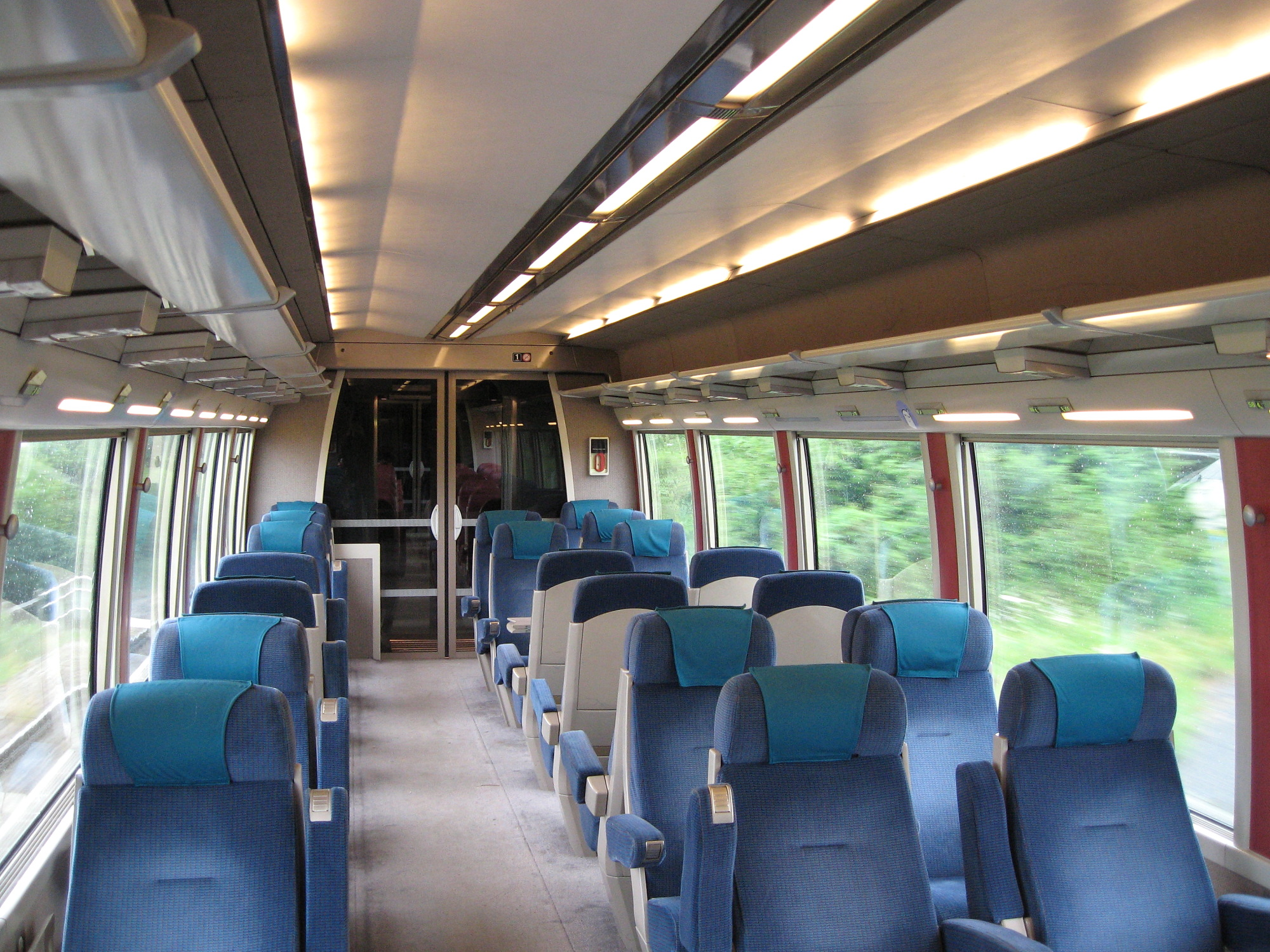
Intérieur d'un compartiment de première classe d'un X 72500 Basse-Normandie circulant sur Paris - Granville. Ce compartiment, initialement situé sur l'une des deux motrices a été déplacé sur la remorque centrale, moins bruyante.

Vers 1990, à la suite de la régionalisation et du développement des TER, un besoin de renouvellement du parc autorail est apparu. Il existait aussi une demande envers un nouveau type d’autorail capable d’une vraie polyvalence : à la fois une bonne vitesse de pointe pour assurer des services à longue distance et de fortes capacités d’accélération pour les dessertes locales et une insensibilité au vent contraire.
Le projet est lancé en 1991 par Maurice Dousset, à l’époque président de la région Centre, dans le cadre du développement du TER Centre. Le cahier des charges de cet autorail fut d’ailleurs le premier à intégrer la volonté des régions. Afin d’encourager le transport ferroviaire, un design rappelant celui du TGV ainsi qu’un niveau de confort équivalent aux automotrices furent retenus. Une grande partie de ces engins ont été construits dans l’usine d'Aytré / La Rochelle qui s’est spécialisée dans les autorails, tramways et remorques de TGV.
Commandés par douze régions à 105 exemplaires à partir de 1994 (90 bicaisses, 15 tricaisses) à la société Alstom, les éléments automoteurs X 72500 sont livrés de 1997 à 2000. Les premières rames livrées le furent pour la région Centre, initiatrice du projet, qui les mit en service commercial le 28 septembre 1997 sur la ligne Paris-Austerlitz / Châteaudun / Tours en remplacement des X 2200. En mars 1999, les premiers éléments tricaisses furent mis en service sur la relation grandes lignes Paris - Granville. Depuis les premières livraisons, malgré des problèmes techniques de jeunesse, des commandes complémentaires ont été effectuées portant le parc à 117 éléments. La région Rhône-Alpes a également souhaité modifier son parc d'éléments, initialement bicaisses, en version tricaisse, par l'achat de quinze remorques intermédiaires.

### Problèmes récurrents de fiabilité
La phase de fiabilisation de ces nouveaux éléments automoteurs a été particulièrement longue, ce qui leur vaut encore aujourd’hui une mauvaise réputation et une radiation anticipée. Deux opérations de retour en usine ont eu lieu :
- Rétrofit 1, de 1998 à mi-1999, avait pour objectif des modifications des systèmes de sécurité et l'installation de nouvelles versions du système informatique embarqué ;
- Rétrofit 2, de mi-1999 à fin 2000, où plus de 200 modifications furent apportées, essentiellement au niveau des problèmes de confort des voyageurs.

En 2001, le bruit de fonctionnement de ce matériel provoque la création d'une association regroupant des riverains de la gare de Granville, qui voit les X 72500 traverser la gare dès 1999, pointant notamment les nuisances sonores engendrées par l'heure de chauffe des moteurs avant le départ. 
En 2006, des problèmes récurrents de bruit de fonctionnement existaient toujours au niveau des groupes électrogènes et des dispositifs d’ouverture et de fermeture des portes. Ils ont été réglés pour partie en variant l’inclinaison des ventilateurs des groupes électrogènes.
L’ajout d’une troisième caisse intermédiaire par la Région Rhône-Alpes (actuelle région AURA) les a davantage fragilisés, et plusieurs d’entre eux ont pris feu dont le dernier incendie à Myans (en Savoie) le 21 mai 2009 avec l'X 72642. En 2009, la Région Rhône-Alpes doit les retirer de l’unique service international qu’ils assuraient sur Valence - Grenoble - Genève en raison de leur manque chronique de fiabilité et du non-respect par ces engins des normes suisses de pollution : bruit des moteurs au ralenti en stationnement en gare et bruit important à l’échappement, d’où le surnom d’aspirateur entre autres.
En 2010 et 2011, à la suite de problèmes d'ouverture et de fermeture des carénages avant, de la perte régulière de ceux-ci couvrant l'attelage automatique, certains X 72500, dépourvus de ce carénage, sont limités à 120 km/h.
Le 23 novembre 2017, la région Normandie procède aux premières radiations de cette série avec les X 72619/20, X 72639/40, X 72643/44, X 72651/52, X 72655/56, X 72659/60 et X 72671/72. Depuis le début de l'année 2017, la région Hauts-de-France a abandonné ses 6 engins (ex-Picardie) en attendant une décision de vente ou radiation, qui concerne les X 72715/16, X 72721/22, X 72725/26, X 72729/30, X 72731/32 et X 72733/34.

## Descriptif technique
Les rames X 72500 sont de deux types :
- éléments à deux caisses (deux motrices) construits à 90 exemplaires ;
- éléments à trois caisses (une motrice, une remorque, une motrice) construits à 15 exemplaires.

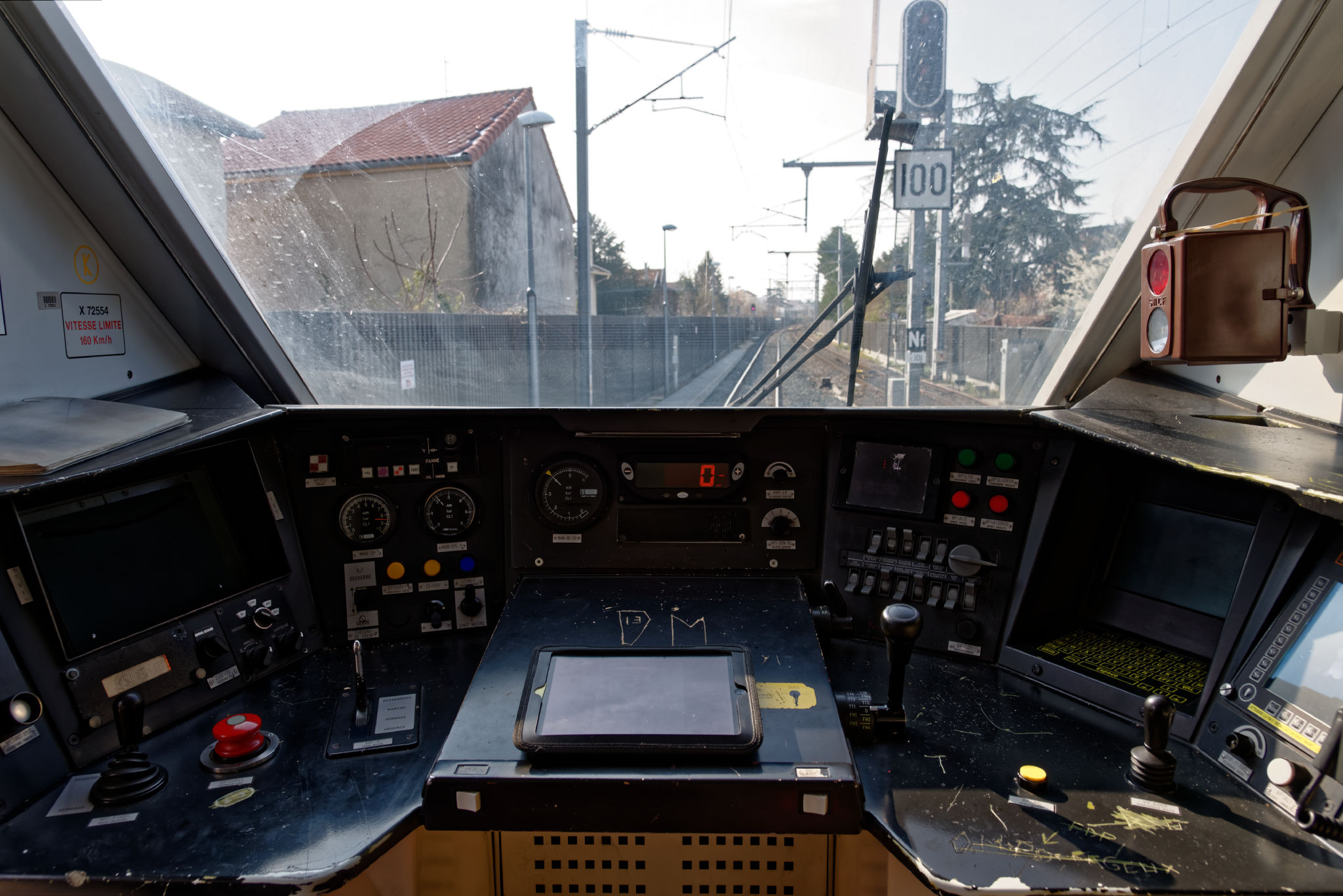
Cabine de conduite d'un X 72500.

Les rames sont couplables entre elles jusqu’à trois éléments, indépendamment du fait qu’elles soient bi ou tri-caisses. Elles sont équipées d’un moteur diesel MAN six cylindres de 300 kW par essieu moteur. Une motrice comprend deux essieux moteurs et chaque rame comprend deux motrices, ce qui permet de disposer d’une puissance totale de 1 200 kW. La transmission est assurée par une boîte hydromécanique Voith. La vitesse maximale assurée par cette chaîne de traction est de 160 km/h.
Afin d’assurer le fonctionnement des auxiliaires (éclairage, climatisation, commande des portes, etc.), chaque caisse comprend un groupe électrogène (Perkins/Mecc Alte) de 135 kW, appelés GROG (groupe electro) dans le manuel de conduite. Le freinage est assuré par un système de frein à disque mécanique sur les essieux couplés à un frein hydrodynamique. Il est commandé au moyen du manipulateur de traction et d'un manipulateur de frein classique.
Le poste de conduite, type TGV centré dans la cabine, a été conçu pour faciliter la conduite de l'engin. Il comporte d’ailleurs les éléments permettant d’assurer le service à agent seul (mais l’absence d’équipement de rétro-vision oblige d’avoir un second agent à bord), ainsi que le système ATESS, un enregistreur des événements de conduite plus complet que ceux existant auparavant. L’ensemble de la gestion de l’engin est assuré par un système d'écran informatique embarqué. Les pannes peuvent donc être rapidement diagnostiquées par celui-ci. Le contrôle des niveaux d’huile, de gazole et du liquide de refroidissement se font par le même ordinateur.

## Relations assurées

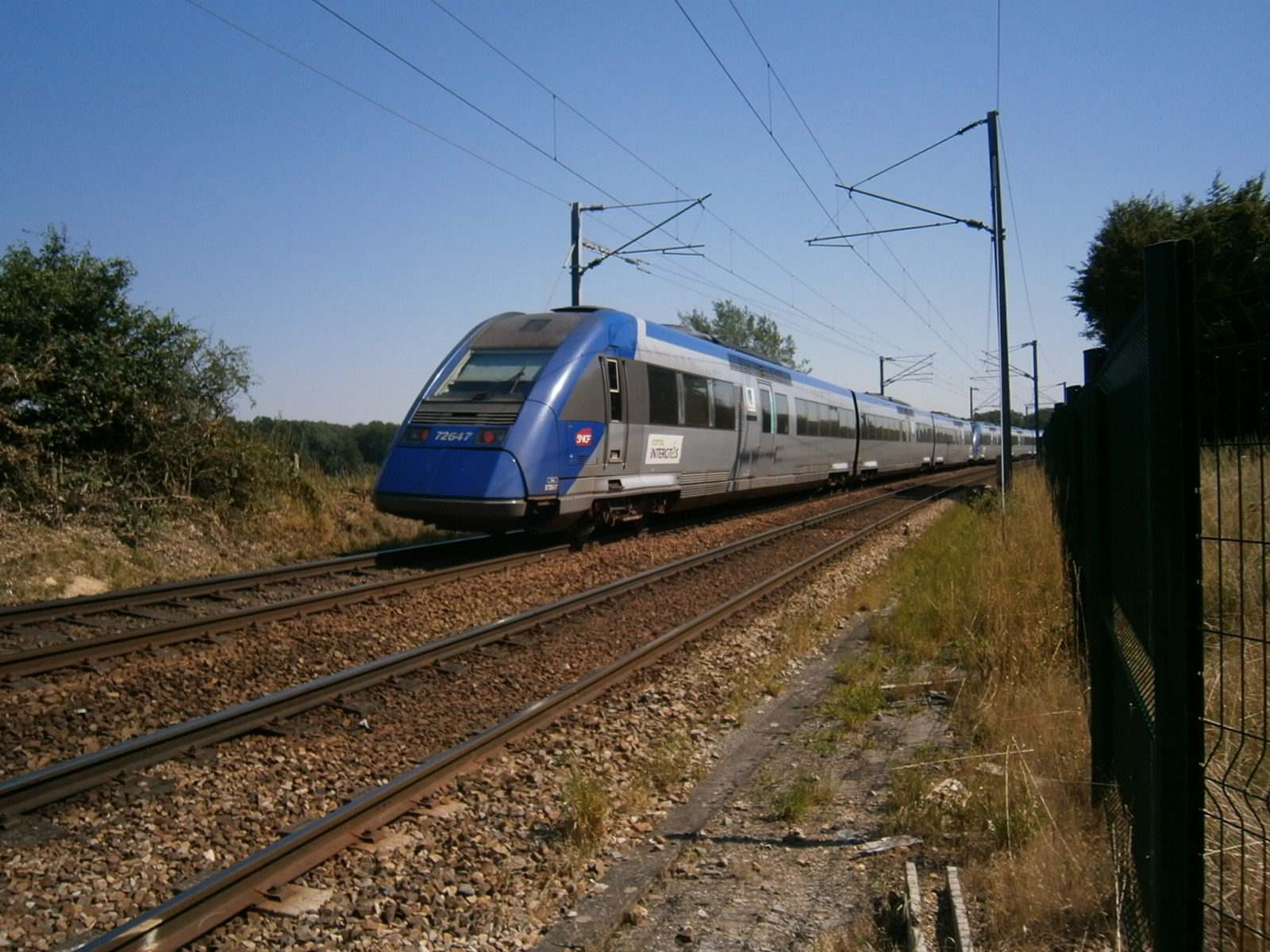
UM de X 72500 de la ligne Intercités Paris – Granville.

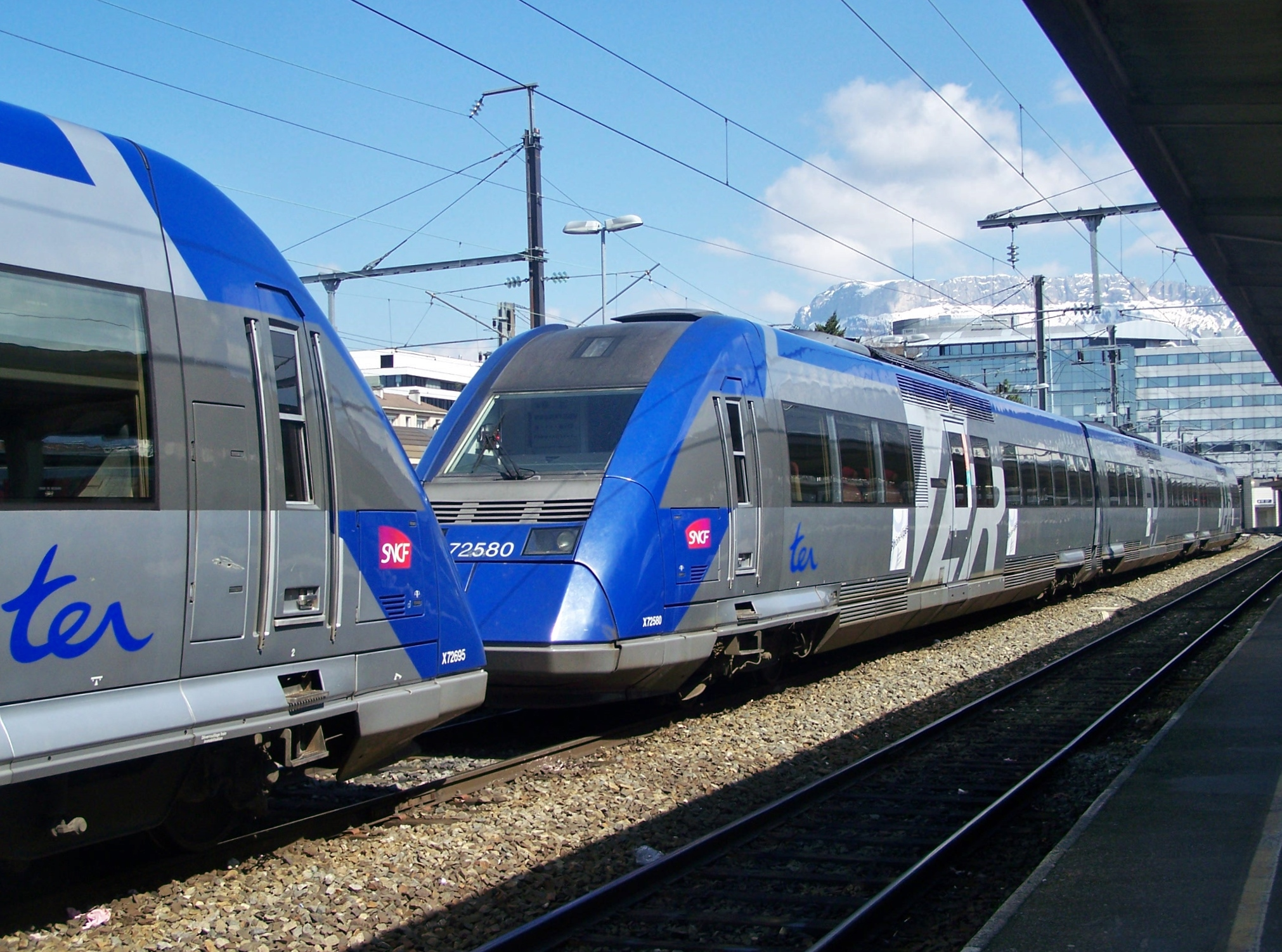
X 72695 et X 72580 en gare d'Annecy.

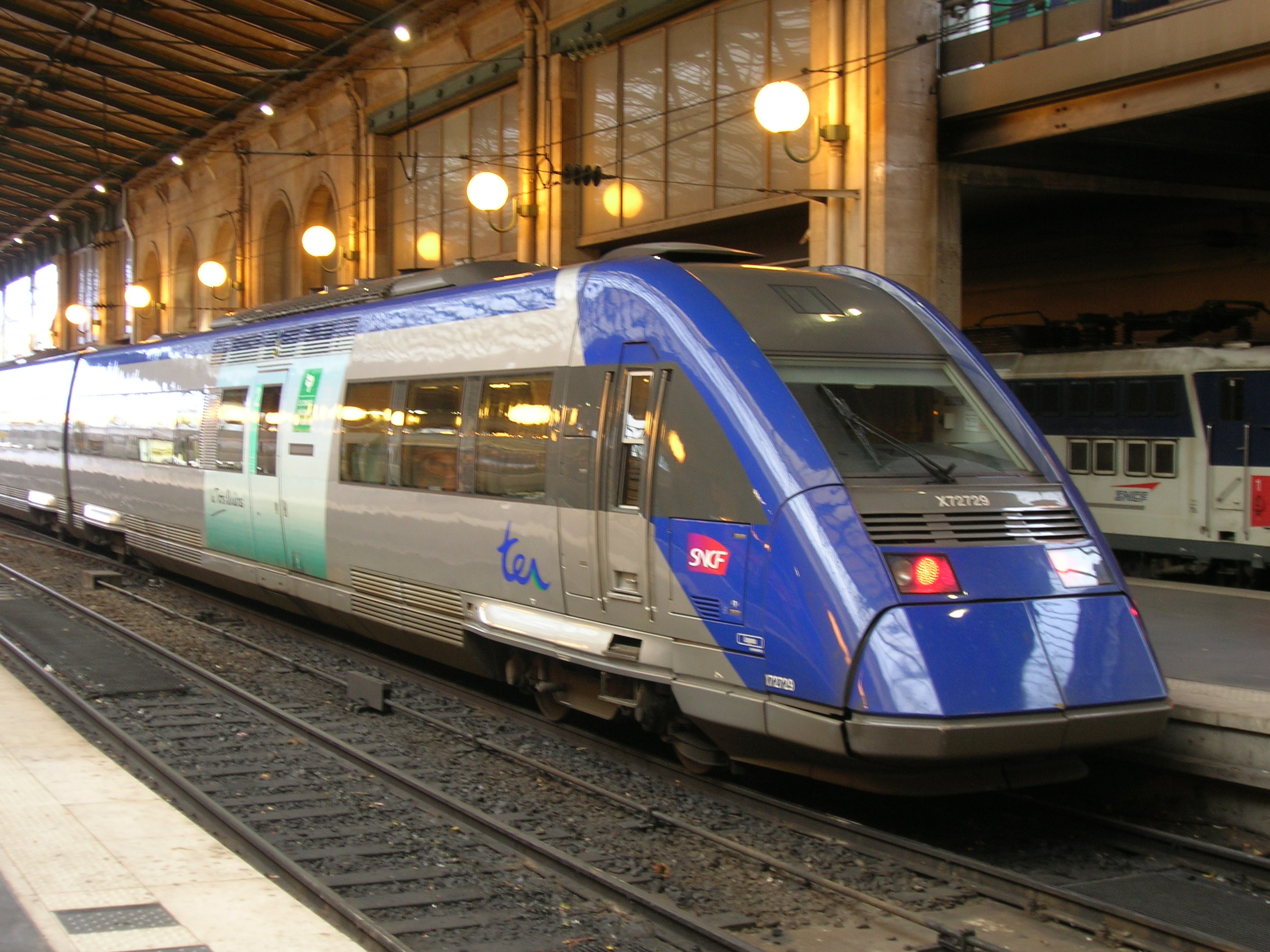
X 72729 en gare de Paris-Nord.

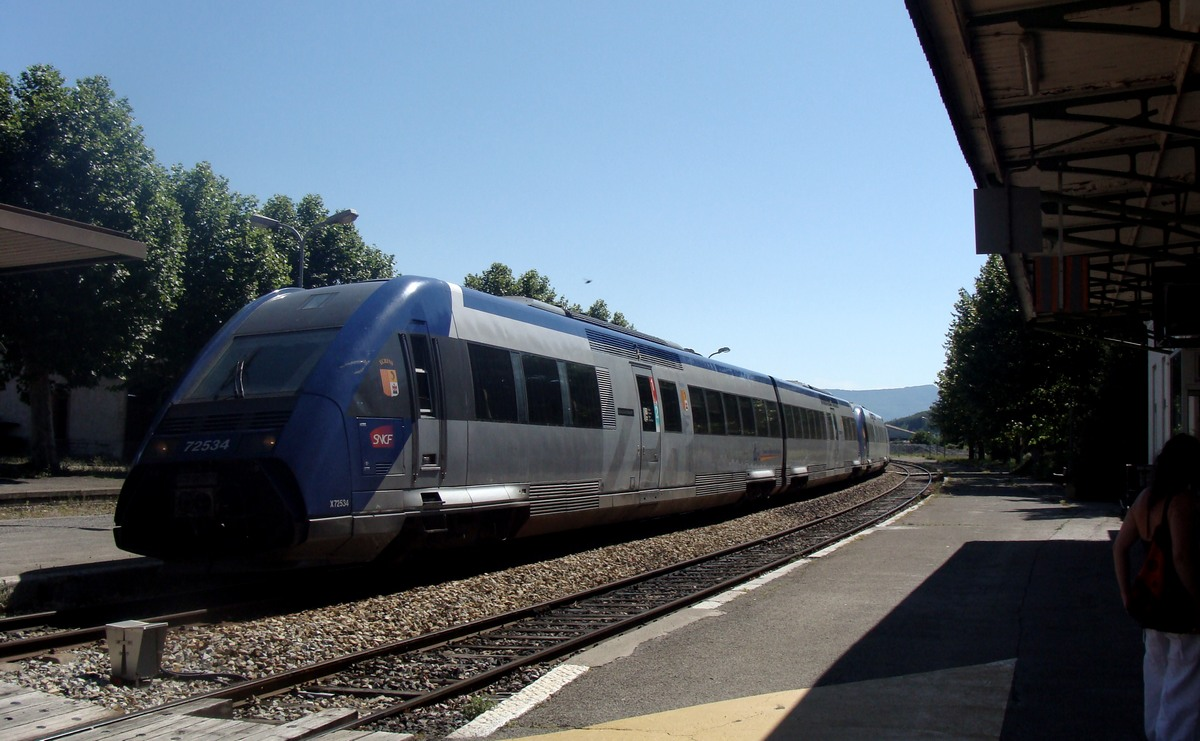
X 72500 en UM en gare de Veynes - Dévoluy.

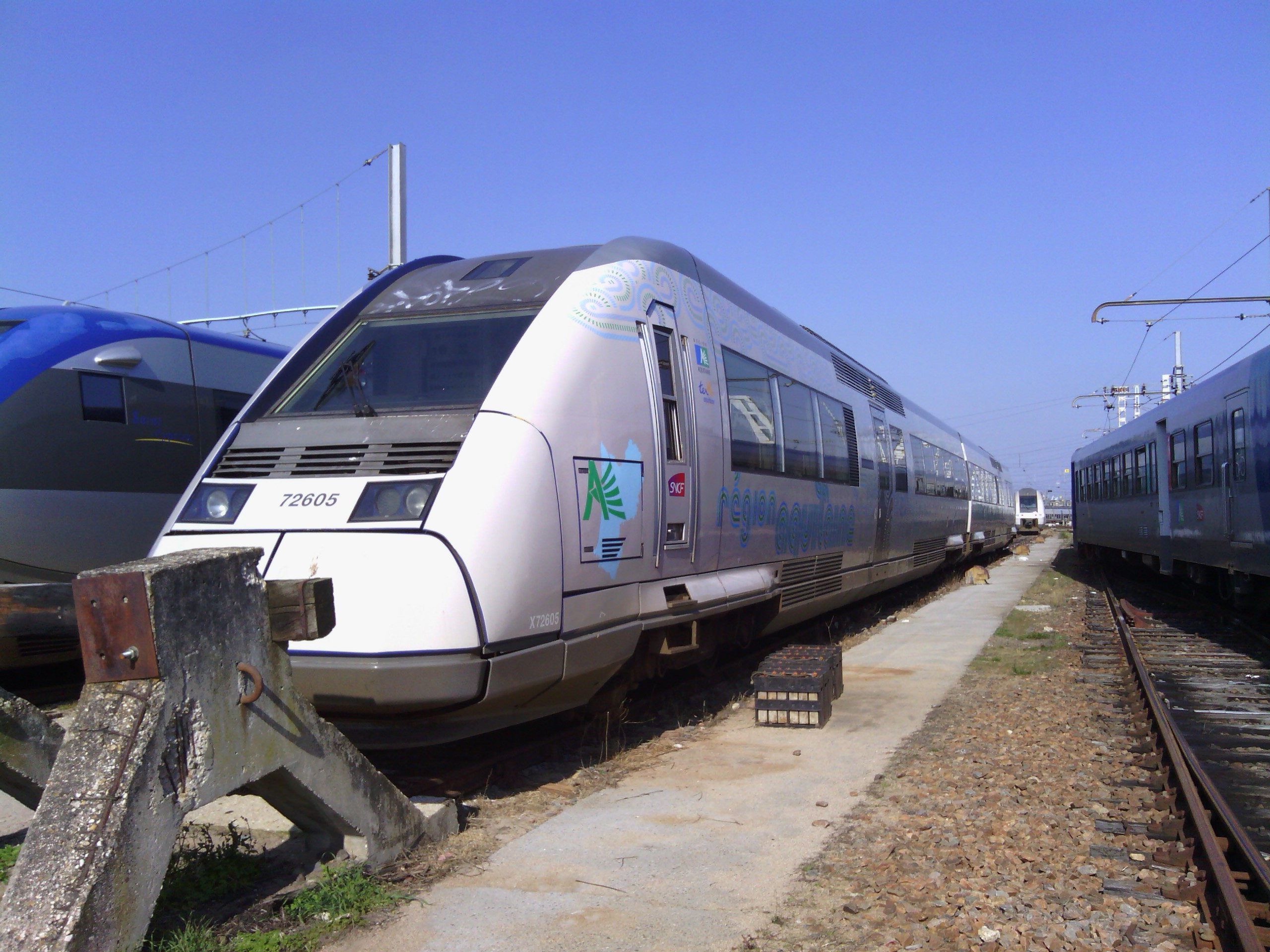
X 72605/6 en livrée Blanc Aquitaine.

### Intercités
- Entre 2010 et 2013 puis de 2015 à 2017, la relation Nantes – Lyon-Perrache via Tours et Nevers est assurée avec les X 72500 Rhône-Alpes. Avant 2010 et entre 2014 et 2015, ils ont été assurés en rames Corail. Depuis décembre 2017, les X 72500 ont été remplacés par des Coradia Liner B85000.
- La relation de Bordeaux – Lyon via Limoges et Roanne est assurée avec les X 72500 (tri-caisses) de la région Rhône-Alpes et X 72500 (bicaisses) de la région Limousin entre 2007 et 2012[10][source insuffisante]
- La relation entre Tours et Caen via Le Mans est assurée en X 72500, louées aux régions Basse Normandie et Centre.
- Paris-Montparnasse-Vaugirard – Granville. Depuis l'arrivée des Régiolis sur cette liaison, les XTER qui y étaient anciennement affectées ont été redistribués sur les liaisons Tours – Caen et Nantes – Tours – Lyon-Perrache, en remplacement de matériels loués aux régions.

### TER Auvergne-Rhône-Alpes
(l'ex-région Auvergne a vendu ses trois X 72500 à l'ex-région Midi-Pyrénées et les 15 éléments bicaisses de l'ex-région Rhône-Alpes ont été transformés en tri-caisses)
- Toulouse – Figeac – Capdenac – Aurillac – Neussargues – Arvant – Clermont-Ferrand
- Grenoble – Chambéry – Aix-les-Bains – Bellegarde – Genève (en service international jusqu’au 5 septembre 2009, remplacés par des B 82500)
- Valence – Grenoble – Chambéry – Aix-les-Bains – Bellegarde – Genève (en service international jusqu’au 5 septembre 2009, remplacés par des B 82500)
- Valence – Grenoble – Chambéry – Aix-les-Bains – Annecy (jusqu’en 2009, remplacés par des B 82500)
- Grenoble – Lyon (pour rapatriement à Lyon jusqu’en 2009, remplacés par des B 82500)
- Chambéry – Lyon (pour rapatriement à Lyon jusqu’en 2009, remplacés par des B 82500)
- Ligne Lyon – Roanne (à partir du 6 septembre 2009)
- Ligne Roanne – Saint-Étienne (à partir du 6 septembre 2009)
- Ligne Lyon – Clermont-Ferrand

Ce matériel est en cours de transfert pour rénovation par Railcoop pour assurer le renouveau de la liaison Bordeaux / Lyon dès l'été 2024 sous la forme, dans un premier temps, d'un aller-retour sur deux jours (un aller simple par jour)

### TER Centre-Val de Loire
- Paris-Austerlitz – Châteaudun – Vendôme – Tours
- Tours – Château-du-Loir – Le Mans – Alençon et Caen
- Tours – Vierzon – Bourges – Nevers (pourtant entièrement électrifié)
- Tours – Loches
- Tours – Saint-Pierre-des-Corps (navettes utiles à la correspondance entre les TGV à Saint-Pierre et les voyageurs de Tours)

### TER Nouvelle-Aquitaine
- Agen – Périgueux
- Bordeaux – Saint-Mariens - Saint-Yzan
- Bordeaux – Périgueux – Limoges / Brive
- Bordeaux – Bergerac – Sarlat
- Limoges-Bénédictins – Brive-la-Gaillarde
- Limoges Bénédictins – Poitiers
- Limoges Bénédictins – Périgueux
- Limoges Bénédictins – Angoulême
- Angoulême – Saintes – Royan
- Niort – Saintes – Royan

L'ex-région Poitou-Charentes a revendu ses X 72500 à l'ex-région Aquitaine qui en possédait déjà.

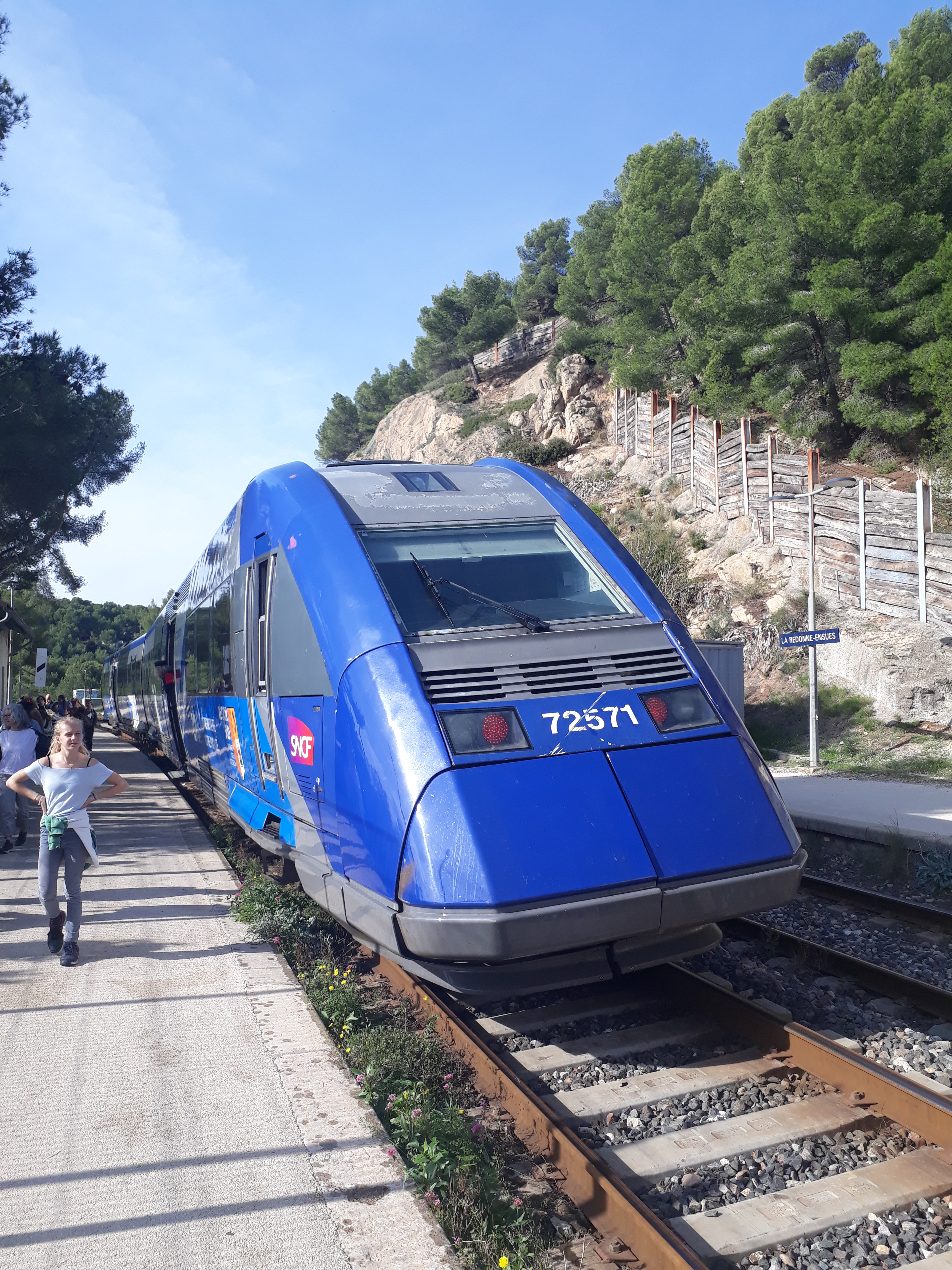
X 72571 en gare de la Redonne-Ensuès, en 2024

Depuis janvier 2021 ils ne fréquentent plus la ligne Bordeaux – Sarlat remplacés par des AGC.

### TER Pays de la Loire
- Nantes - Les Sables d'Olonne
- Nantes - Saint-Nazaire
- Le Mans - Château-du-Loir (les samedis soirs avec retour en W) - Tours

### TER Provence-Alpes-Côte d'Azur
- Romans - Bourg-de-Péage – Valence – Veynes - Dévoluy – Gap – Briançon
- Marseille – Aix-en-Provence – Gap – Briançon
- Marseille – Martigues – Port-de-Bouc – Miramas

## Parc

### Propriétaires
Au 15 décembre 2023, les 67 X 72500 sont détenus par 5 propriétaires répartis de la façon suivante :
| Propriétaire        | Effectif total | STF                            | Observation |
| ------------------- | -------------- | ------------------------------ | ----------- |
| Centre-Val de Loire | 16             | STF Centre-Tours               |             |
| SNCF Réseau         | 1              | STF Infrarail                  |             |
| Nouvelle-Aquitaine  | 23             | STF Aquitaine                  |             |
| PACA                | 17             | STF Provence-Alpes-Côte d'Azur |             |
| Pays de la Loire    | 10             | STF Centre-Tours               |             |

### Établissements Public Régionaux titulaires
Au 15 décembre 2023, les 67 X 72500 sont gérés par 4 supervisions techniques de flotte (STF) répartis de la façon suivante :
| STF              | Effectif total | Propriétaires                                  | Observation |
| ---------------- | -------------- | ---------------------------------------------- | ----------- |
| STF Aquitaine    | 23             | Nouvelle-Aquitaine : 23                        |             |
| STF Centre-Tours | 26             | Centre-Val de Loire : 16 Pays de la Loire : 10 |             |
| STF Infrarail    | 1              | Ingénierie SNCF                                |             |
| STF PACA         | 17             | PACA                                           |             |

### Engins particuliers

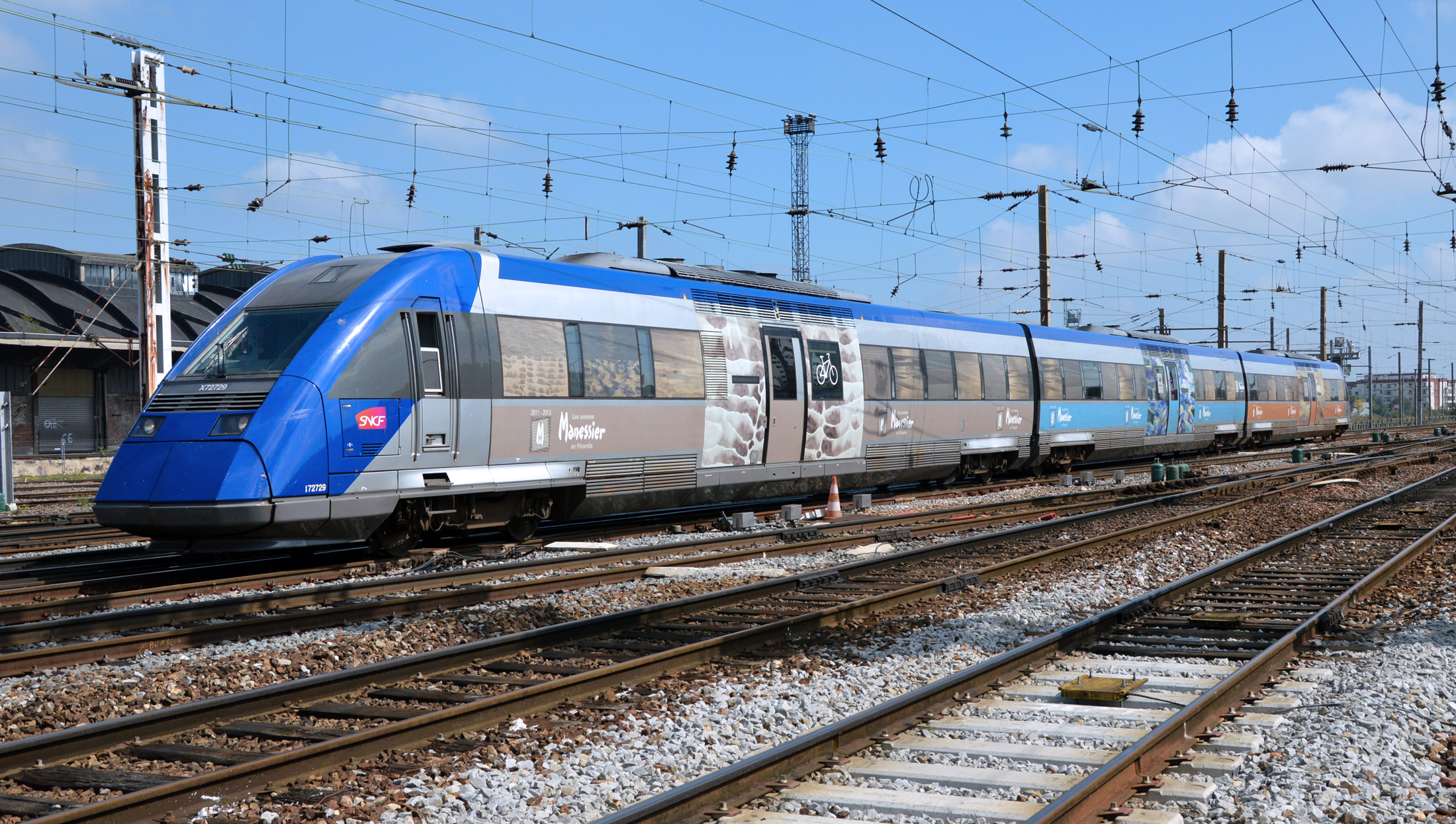
X 72729/730 avec pelliculage spécial 2011 - 2013 Les années Manessier en Picardie, près de la gare d'Amiens.

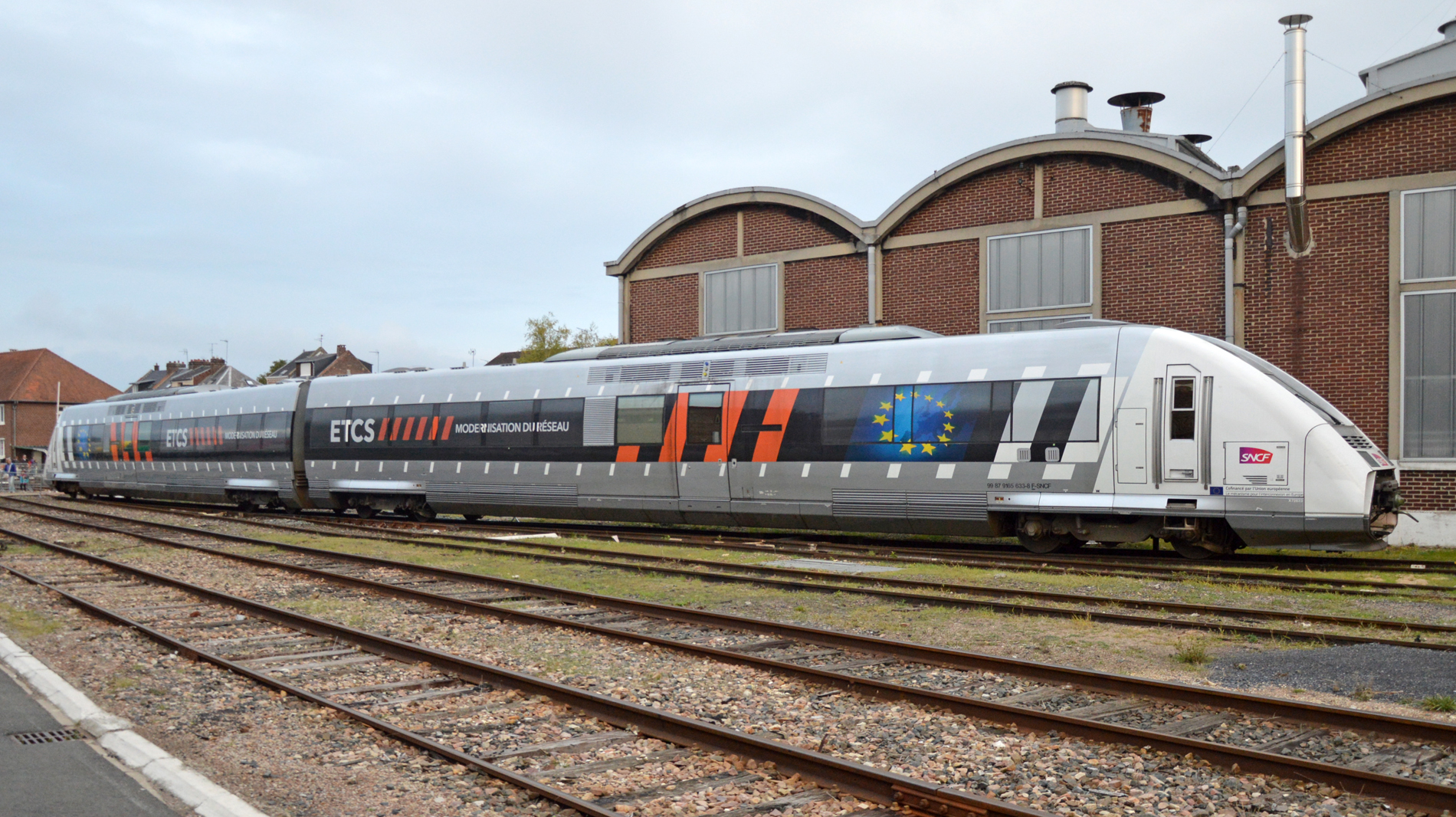
X 72633/634 avec pelliculage spécial ETCS, au dépôt de Longueau.

- Le X 72547/548 TER Aquitaine a été modifié en 1999 en prototype pendulaire puis remis au type en 2000[12].

- Les six rames de la Picardie sont baptisées par le nom d'un territoire de cette région :
  - X 72715/716 : « Le Plateau Picard » ;
  - X 72721/722 : « Le Trait Vert » ;
  - X 72725/726 : « La Baie de Somme » ;
  - X 72729/730 : « Les Trois Rivières » (cette rame dispose de plus du pelliculage spécial 2011 - 2013 Les années Manessier en Picardie[13]) ;
  - X 72731/732 : « Le Vermandois » ;
  - X 72733/734 : « Le Pays d’Ancre ».

- Le X 72633/634 a été racheté à TER Auvergne par SNCF Réseau, en vue de remplacer l'automoteur X 1501/1502 arrivant en fin de vie. En février 2018, l'engin est en phase d'essais jusqu'en avril, et sera opérationnel une fois son autorisation de mise en service commerciale (AMEC) obtenue au second semestre 2018. Pour sa mise au point, le projet fut réalisé par SNCF Réseau, avec la participation du Centre de l'Ingénierie du Matériel, des Pôles d'Ingénierie du Matériel de Nevers et d’Hellemmes (pour les études), du Pôle d’Études Locales Techniques (pour les documents de maintenance) et du technicentre industriel de Nevers (pour toute la partie transformation de l’autorail)[14], le tout géré par la direction du Matériel. Cette rame est entretenue par l'EMT Haute-Picardie.

- Le X 72531/532 est le seul engin du parc Auvergne-Rhône-Alpes à revêtir la livrée Kaléidoscope.

### Historique
En 2007 et 2008, une partie du parc a été remaniée afin d'éviter les petits effectifs régionaux.

#### 1998 – 2008
- Auvergne était propriétaire de trois engins bi-caisses, revendus à Midi-Pyrénées.
- Poitou-Charentes était propriétaire de cinq engins bi-caisses, revendus à Aquitaine.
- Champagne-Ardenne était propriétaire de quatre engins tri-caisses, revendus à Basse-Normandie.
- Languedoc-Roussillon était propriétaire de cinq engins bi-caisses, revendus à Provence-Alpes-Côte d'Azur (PACA).
- Bourgogne était propriétaire de quatre engins tri-caisses, revendus à Centre.

#### 1998 – 2015
- Aquitaine était propriétaire de dix-sept engins bi-caisses, dont cinq provenant de Poitou-Charentes.
- Midi-Pyrénées était propriétaire de onze engins bi-caisses, dont trois provenant d'Auvergne.
- Basse-Normandie était propriétaire de dix-neuf engins tri-caisses, dont quatre provenant de Champagne-Ardenne.
- PACA était propriétaire de dix-sept engins bi-caisses, dont cinq provenant de Languedoc-Roussillon.
- Centre était propriétaire de douze engins bi-caisses et de quatre tri-caisses, provenant de Bourgogne.
- Rhône-Alpes était propriétaire de quinze engins tri-caisses.
- Limousin était propriétaire de six engins bi-caisses.
- Pays de la Loire était propriétaire de dix engins bi-caisses.
- Picardie était propriétaire de six engins tri-caisses.

#### 2016

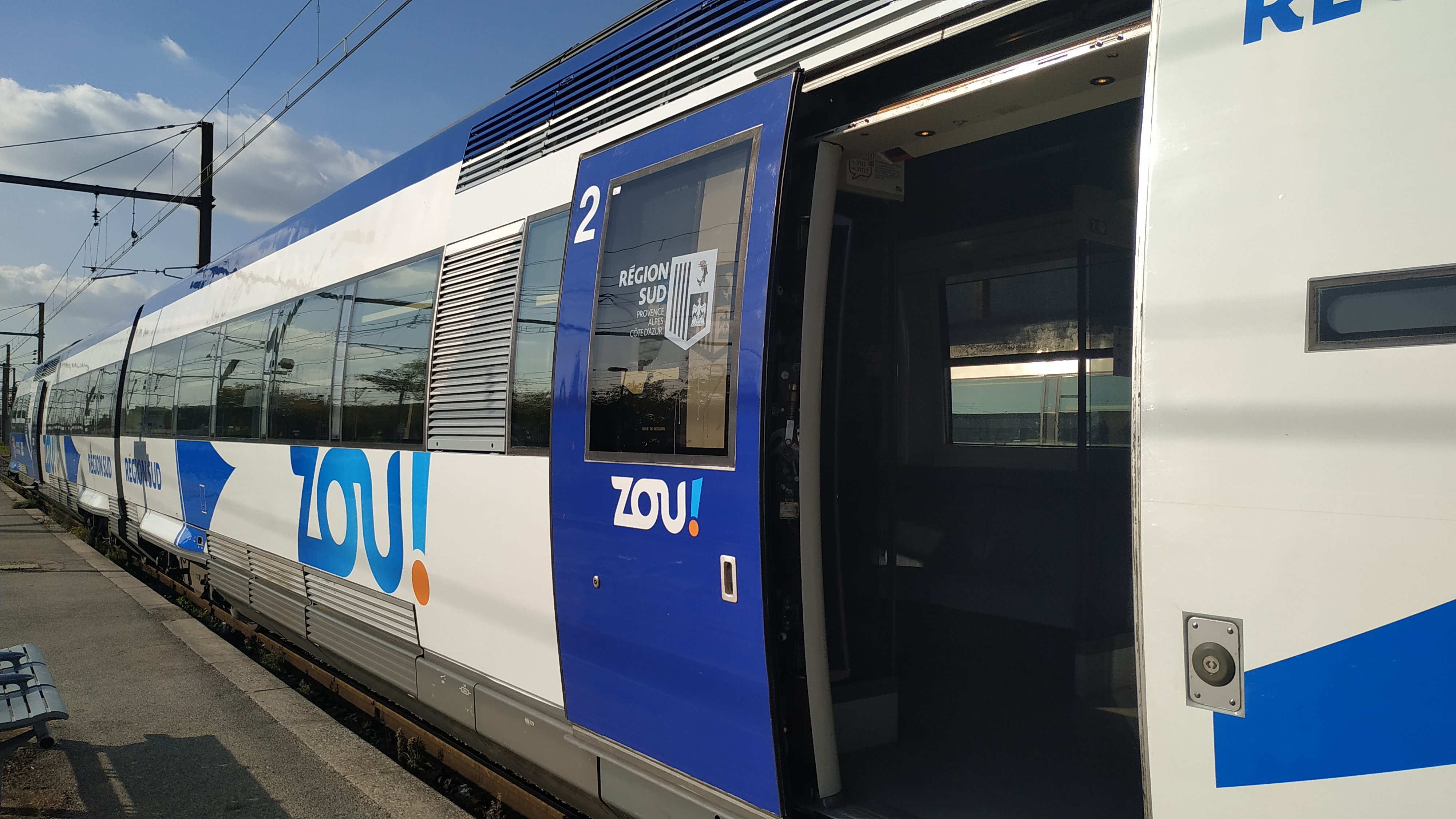
Un engin en gare de Miramas en livrée ZOU!.

- Nouvelle-Aquitaine est propriétaire de vingt-trois engins bi-caisses, dont dix-sept provenant d'Aquitaine et six du Limousin.
- Occitanie est propriétaire de huit engins bi-caisses ; trois exemplaires ont été vendus.
- Centre-Val de Loire est propriétaire de quinze engins, dont douze bi-caisses et trois tri-caisses ; un exemplaire tri-caisses a été vendu à Intercités.
- Pays de la Loire est propriétaire de dix engins bi-caisses.
- Normandie est propriétaire de neuf engins tri-caisses ; sept ont été radiés, les autres vendus à Intercités.
- Auvergne-Rhône-Alpes est propriétaire de seize engins, dont quinze engins tri-caisses et un exemplaire bi-caisses racheté à Occitanie. Deux engins ont été radiés le 28 décembre 2017 (X 72603/604 et X 72709/710)
- PACA est propriétaire de dix-sept engins bi-caisses ;les motrices X 72666 et X 72621 ont été radiées, un engin a été recomposé avec les motrices X 72665 et X 72622; un autre engin a été racheté à Occitanie.
- Hauts-de-France est propriétaire de six engins bi-caisses, tous non utilisés.
- Intercités est propriétaire de quatre engins tri-caisses, dont trois rachetés à Normandie et un à Centre-Val de Loire.
- SNCF Réseau est propriétaire d'un engin bi-caisses, racheté à Auvergne.

#### Revente à la Roumanie
Plusieurs engins sont revendus à la Roumanie après leur radiation du parc français :
- 2 ex-Picardie (X 72725/6 et 72733/4) sont revendus par la région Hauts-de-France et remis en service commercial le 9 décembre 2018[15],[16] ;
- 5 ex-Midi-Pyrénées (X 72575/6, 72583/4, 72587/8, 72653/4 et 72657/8) sont vendus par la région Occitanie en 2019[15] ;
- 7 ex-Normandie (X 72619/20, X 72639/40, X 72643/4, X 72651/2, 72655/6, 72659/60 et 72671/2) sont vendus en 2019[17].

## Déploiement
En 2013, la région Basse-Normandie a décidé de rénover ses engins affectés à la relation Paris - Granville pour un montant de 14 millions d'euros. Ils seront ensuite affectés à des relations régionales en intégrant le parc TER de la région. Ils sont remplacés sur Paris - Granville par les Régiolis,. Le remplacement commence début 2015, et s'est achevé en juillet 2015, avec l'arrivée de la 15e rame.
En 2016, en région Aquitaine, à la suite de l'arrivée prévue des Régiolis sur la ligne Bordeaux-Angoulême, les B 81500 assurant cette ligne remplaceront progressivement des X 72500 de la ligne Bordeaux - Périgueux,. L'arrivée de ces engins bimodes devrait grandement améliorer la qualité de la ligne (circulation en mode électrique sur la portion Bordeaux - Coutras, pannes moins fréquentes, entretien moins coûteux).
Le 29 juin 2018, le dernier engin de la région Occitanie a effectué son dernier service TER.

### Autorails vendus à Regio Călători
- X 72575/576 : Regio Călători (Roumanie)[26]
- X 72583/584 : Regio Călători (Roumanie)[26]
- X 72587/588 : Regio Călători (Roumanie)[26]
- X 72607/608 : Regio Călători (Roumanie)[26]
- X 72641/642 : Regio Călători (Roumanie)[26]
- X 72653/654 : Regio Călători (Roumanie)[26]
- X 72657/658 : Regio Călători (Roumanie)[26]
- X 72699/700 : Regio Călători (Roumanie)[26]
- X 72725/726 : Regio Călători (Roumanie)[26]
- X 72733/734 : Regio Călători (Roumanie)[26]

### Autorails vendus à Railcoop
Railcoop doit acquérir 8 éléments X 72500 afin de les utiliser sur la ligne Lyon-Bordeaux. Les deux premières unités acquises sont expertisées avant une éventuelle rénovation aux ateliers ACC Mobility à Clermont-Ferrand. Il s'agit de la rame bicaisse X 72685/86 et d'une rame tricaisse X 72679/80. Ces rames proviennent de la région Auvergne-Rhône-Alpes; Elles étaient garées en gare de la Ferté-Hauterive.

## Modélisme
L'X 72500 est reproduit en modélisme ferroviaire par Jouef en 2013 à l’échelle HO.